# ゾンド8号
ゾンド8号（ゾンド8ごう、ロシア語:Зонд-8、英語:Zond 8）は、1970年にソビエト連邦が打ち上げた宇宙船。月への有人飛行に使用するソユーズ7K-L1型宇宙船を使用しての無人試験飛行で、月に接近したのちに地球に帰還した。ゾンド8号は7K-L1宇宙船の5回目の飛行であると同時に、最後の飛行でもあった。

## 概要
ソ連はアメリカのアポロ計画に対抗してソユーズL1計画とソユーズL3計画を進め、アメリカに先立って月有人飛行と月着陸を実現させようとした。しかし計画は停滞し、アポロ計画に先を越されてしまった。計画の存在意義は薄れたが、試験飛行は続けられた。
1970年10月20日、ゾンド8号はバイコヌール宇宙基地からプロトンロケットによって打ち上げられ、地球周回軌道に入った。続いてプロトンロケットの地球周回軌道脱出ステージを点火し月へ向かう軌道に乗った。道半ばの10月21日には、地球のカラー写真を撮影した。
10月24日、ゾンド8号は月に1110.4kmまで接近し観測を行った。宇宙船は月の引力によって軌道を変え、地球へ帰還する軌道に乗った。10月27日、ゾンド8号は大気圏に突入しインド洋に着水した。インド洋は本来の着陸予定地域ではなかったが、予備領域として想定されており、待機していたソ連の艦船がカプセルを回収した。
この飛行の後、月有人飛行を目指すL1計画は正式にキャンセルとなり、ソ連の宇宙開発は宇宙ステーションを中心に進められることになった。ゾンド8号はゾンドシリーズ最後の飛行となり、また、ソユーズ7K-L1型宇宙船の最後の飛行となった。